# Orectolobus
Orectolobus – rodzaj ryb chrzęstnoszkieletowych z rodziny brodatkowatych (Orectolobidae) i rzędu dywanokształtnych (Orectolobiformes), obejmujący dziesięć gatunków. W książce Dereka Halla rodzaj ten nazywany jest „łobegongami”.

## Zasięg występowania
Rodzaj Orectolobus obejmuje gatunki występujące na Indo-Pacyfiku, od Japonii, Indonezji do Australii.

## Morfologia
Gatunki z rodzaju Orectolobus osiągają średnio od 60 do 300 cm.

## Systematyka

### Etymologia
- Orectolobus: gr. oρεκτoς orektos ‘rozciągnięty’; λοβος lobos ‘płat’[6].
- Crossorhinus: gr. κροσσοι krossoi ‘frędzle’[7]; ῥις rhis, ῥινος rhinos ‘nos, pysk’[8]. Typ nomenklatoryczny: Squalus lobatus Bloch & Schneider, 1801 (= Squalus maculatus Bonnaterre, 1788).

### Podział systematyczny
Do rodzaju Orectolobus należą następujące gatunki:
- Orectolobus floridus Last & Justin A. Chidlow, 2008
- Orectolobus halei Whitley, 1940
- Orectolobus hutchinsi Last & Chidlow & Compagno, 2006
- Orectolobus japonicus Regan, 1906
- Orectolobus leptolineatus Last, Pogonoski & White, 2010
- Orectolobus maculatus (Bonnaterre, 1788)
- Orectolobus ornatus (De Vis, 1883)
- Orectolobus parvimaculatus Last & Chidlow, 2008
- Orectolobus reticulatus Last, Pogonoski & White, 2008
- Orectolobus wardi Whitley, 1939 – łobegong północny[5]

Opisano również wymarły gatunek z okresu jury:
- Orectolobus jurassicus (Woodward, 1919)

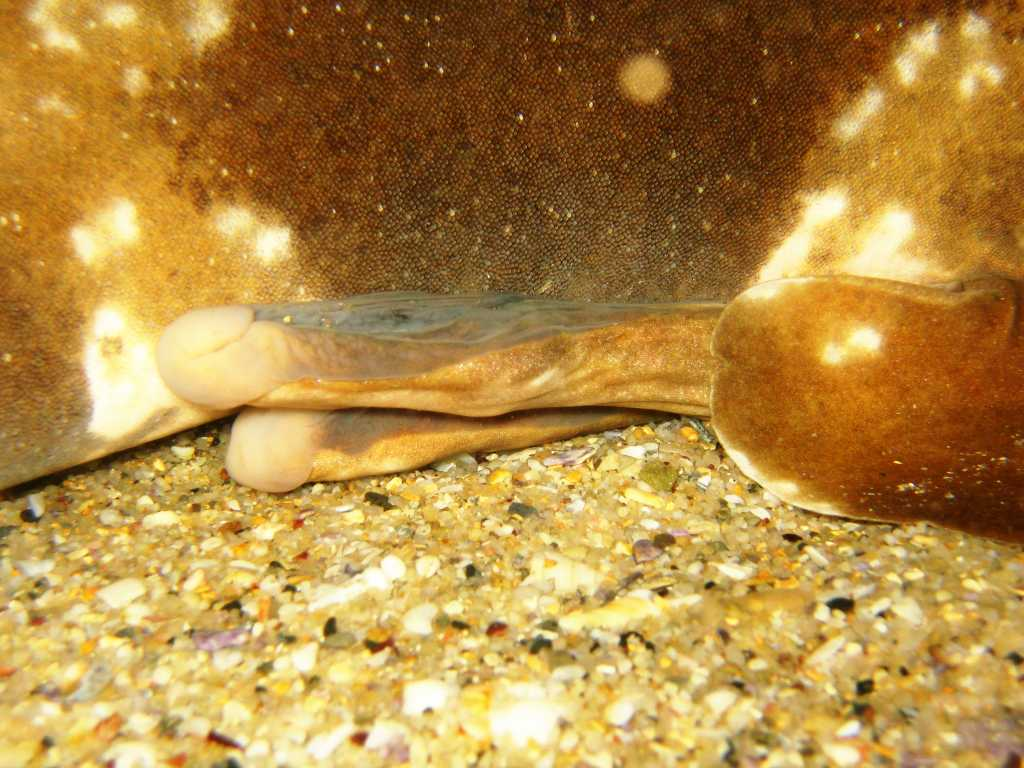
Pterygopodium u samca O. maculatus
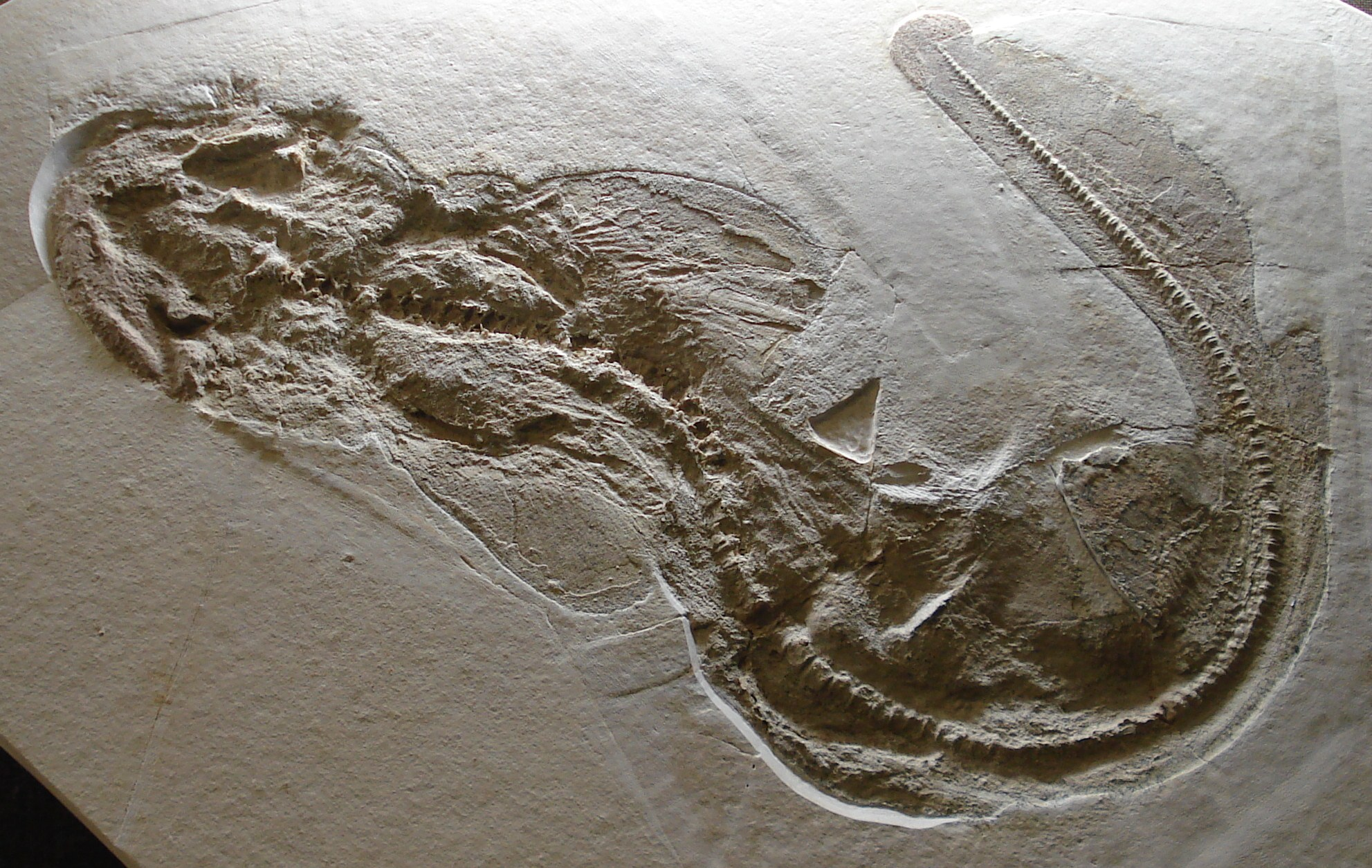
O. jurassicus
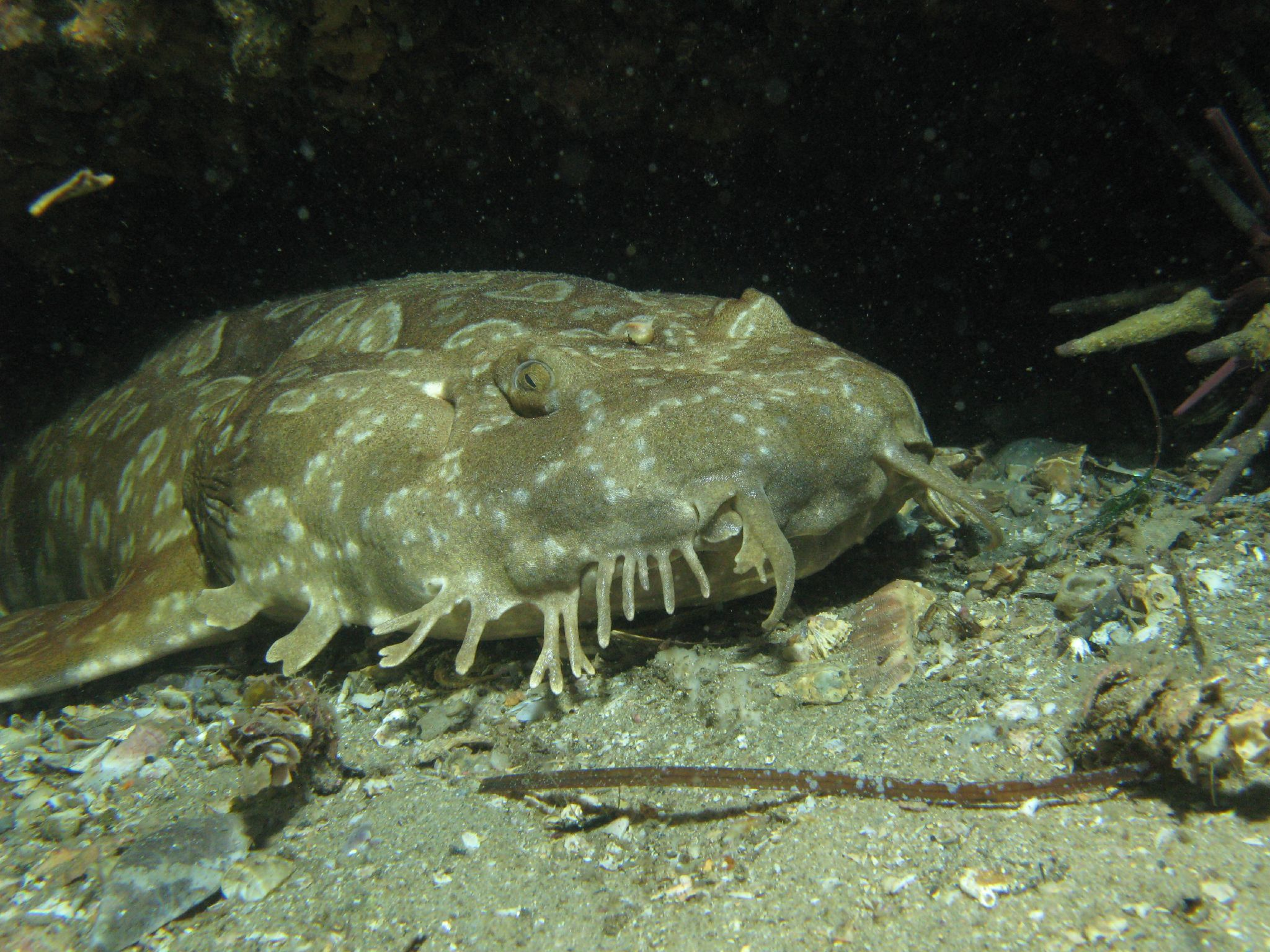
O. maculatus
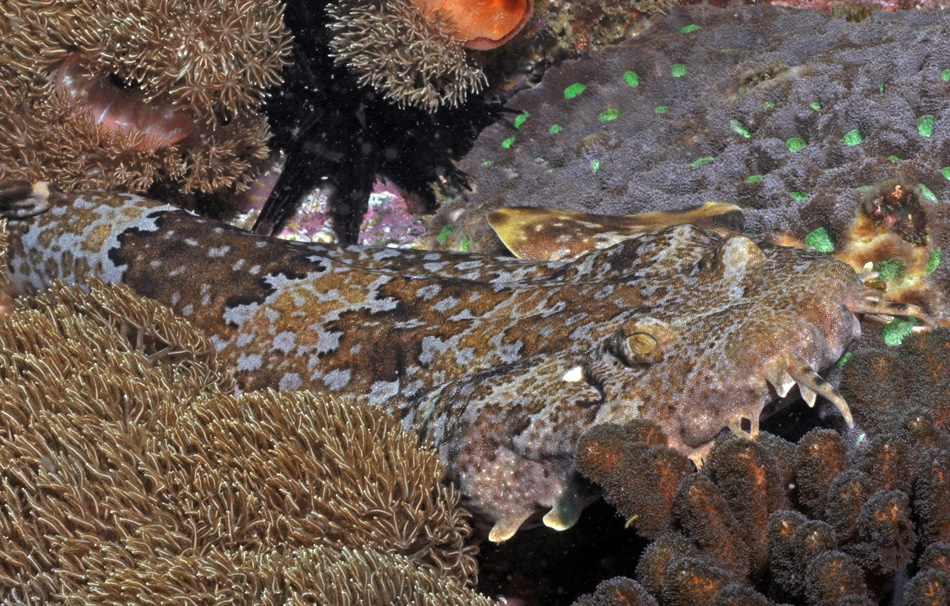
O. halei